# Крисовичі
Крисо́вичі — село в Україні, у Яворівському районі Львівської області. Орган місцевого самоврядування — Мостиська міська громада.

## Географія
Розташоване на річці Січній, за 4 км від Мостиська. Через село проходить шосе Мостиська — Самбір.

## Історія
Вперше у письмових документах Крисовичі згадуються під 1469 роком.
З 1991 року село в складі незалежної України.

## Релігія
У селі є церква апостолів Петра і Павла місцевої парафії ПЦУ.

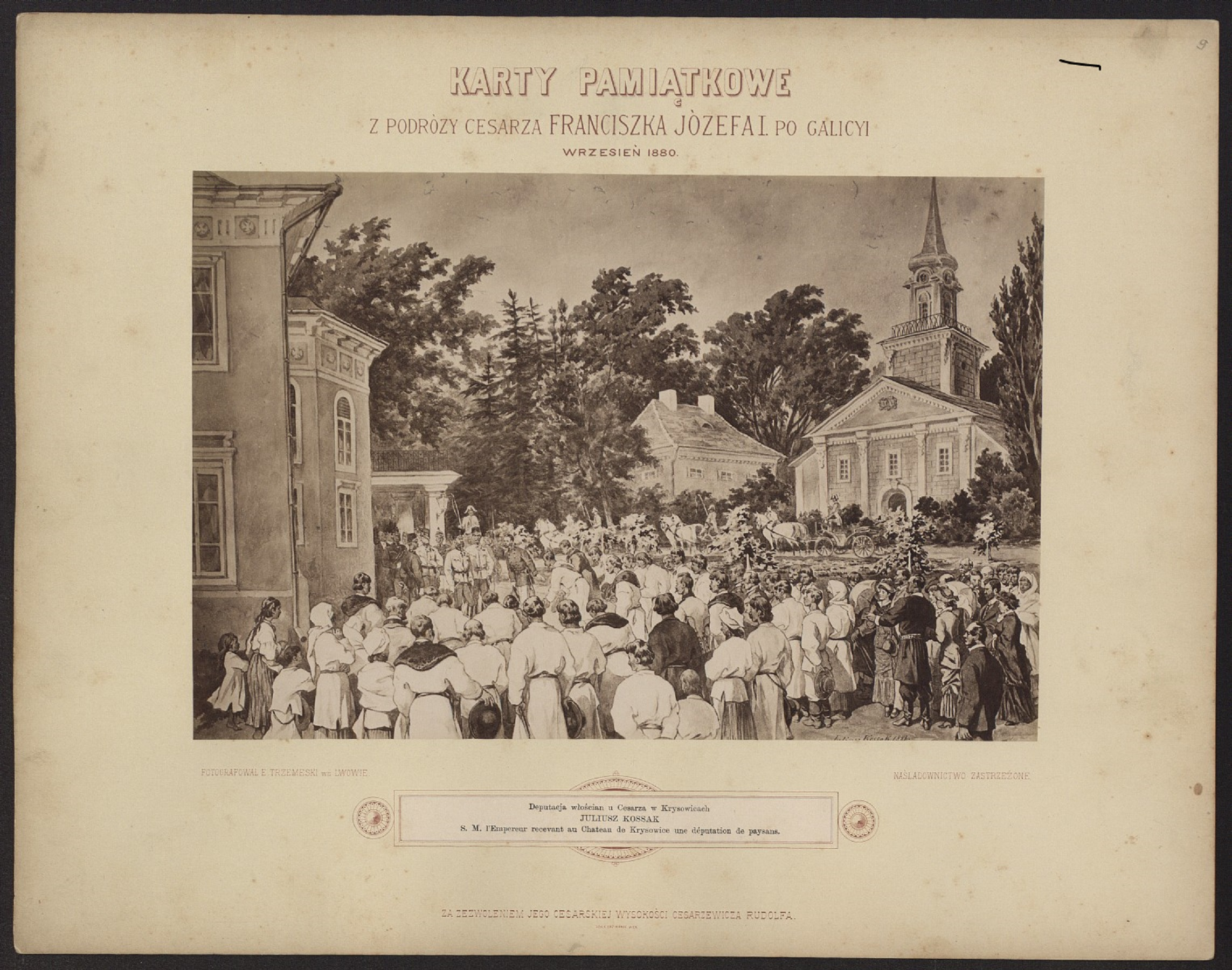

## Інфраструктура
За радянських часів у селі розташовувався третій відділок радгоспу «Крукеницький», що займав 2 тис. га земельної площі. Розвинуте м'ясо-молочне тваринництво.
Село має восьмирічну школу, бібліотеку, клуб; шевську майстерню.

## Населення
Станом на 1959 рік населення становило 380 осіб.
За переписом населення 2001 року в селі мешкало 605 осіб.

### Мова
Розподіл населення за рідною мовою за даними перепису 2001 року:
| Мова       | Відсоток |
| ---------- | -------- |
| українська | 67,82 %  |
| польська   | 32,18 %  |